# Dick Savitt
Richard Savitt, detto Dick (Bayonne, 4 marzo 1927 – New York, 6 gennaio 2023), è stato un tennista statunitense.
Savitt è uno dei quattro tennisti americani ad aver vinto sia gli Australian Championships che il Torneo di Wimbledon nello stesso anno, dopo Don Budge e  prima di Jimmy Connors e Pete Sampras. Nel 1951 il New York Times lo ha classificato come numero 1 del mondo (all'epoca non esisteva la classifica computerizzata).

## Biografia
Praticò il tennis già nell'infanzia ma a 14 anni lo accantonò per diventare giocatore di basket (per cui la Cornell University gli offrì una borsa di studio) ma dopo due infortuni dovette lasciare la pallacanestro. Senza aver bisogno di un allenatore nel 1950 raggiunse la semifinale agli U.S. National Championships mentre l'anno successivo vinse sia il singolare agli Australian Championships che a Wimbledon. Con queste due vittorie raggiunse la seconda posizione mondiale.
Savitt si ritirò nel 1952 dopo la vittoria nel singolare agli U.S. National Indoor Championships; non spiegò mai il motivo di questa decisione, qualcunò pensò a un problema con lo staff del team USA in Coppa Davis, dove egli portò gli Stati Uniti verso la finale contro l'Australia, ma l'allenatore Frank Shields non gli permise di partecipare al match nonostante il tennista sia nell'Australian Championships 1951 che nel Torneo di Wimbledon 1951 avesse sconfitto il miglior giocatore australiano, Ken McGregor, in finale. Al suo posto fu scelto Ted Schroeder che aveva perso tutti e tre i match giocati nelle qualificazioni: egli Schroeder perse anche due dei tre match giocati in finale e l'Australia conquistò il torneo. Savitt ritornò a giocare part-time nel 1956 e i pochi tornei disputati gli impedirono di ottenere una posizione in classifica ma venne comunque considerato il principale giocatore per gli Stati Uniti.
Nel 1958 vinse il suo secondo titolo al National Indoor Championships e nel 1961 ne conquistò un terzo, pur giocando solo occasionalmente. Di religione ebraica, partecipò alle Maccabiadi in Israele nel 1961 vincendo la medaglia d'oro sia nel singolare che nel doppio insieme a Mike Franks. 
È stato inserito nella International Tennis Hall of Fame nel 1976.

## Finali del Grande Slam

### Vinte (2)
| Anno | Torneo                   | Avversario in finale | Risultato          |
| 1951 | Australian Championships | Ken McGregor         | 6-3, 2-6, 6-3, 6-1 |
| 1951 | Wimbledon                | Ken McGregor         | 6-4, 6-4, 6-4      |